# Ajo
Ajo ist ein Census-designated place im Pima County im US-Bundesstaat Arizona. Der Name leitet sich vom indianischen Tin Aja De Mu Vavi, das die Tohono O’Odham verwendeten, ab. Das U.S. Census Bureau hat bei der Volkszählung 2020 eine Einwohnerzahl von 3.039 ermittelt.
Ajo liegt am Highway 85 nahe dem Knotenpunkt mit dem Highway 86 etwa 60 km von der Grenze zu Mexiko. In der Nähe liegen unweit südöstlich das Organ Pipe Cactus National Monument sowie die Ajo Mountains. Bis 1985 befand sich in Ajo ein Kupfer-Tagebau.

## Geschichte
Die Papago-Indianer verwendeten das ausgesprochen reine und leicht zu gewinnende Kupfererz in Ajo, um Farbe für die Körperbemalung zu gewinnen. Die mexikanischen Soldaten, die im 16. Jahrhundert Halt machten, nannten den Ort Ajo (spanisch: Knoblauch) und bezogen den Namen auf in der Gegend wachsende Pflanzen. Sie waren die ersten, die metallisches Kupfer gewannen und damit handelten.
Mit der Vertreibung der Indianer und der Mexikaner nach dem Bau der Eisenbahn (1853) wurden auch die Kupferlager vergessen. Erst 1910 (damals hatte Ajo 50 Einwohner) kam die große Wende durch die Wiederaufnahme des Kupferabbaus in der New Cornelia mine. Die Kupfergewinnung im Tagebau prägte den Ort. Die Gelder des Unternehmens und der langjährige Manager John Greenway machten den Bau eines spanisch beeinflussten Ortskerns mit prächtiger Architektur im kolonialen Stil möglich.
Im Jahr 1985 schloss das Unternehmen nach einem Arbeitskampf die Kupfergewinnung. Die unübersehbaren Abraumhalden und die gewaltige offene Grube bestimmen das Ortsbild bis heute. Nach der Schließung der Kupfermine zogen fast 45 % der Einwohner aus Ajo weg, die Wirtschaft brach zusammen. Ein bescheidener Tourismus, vor allem von Pensionären aus der Arbeiterschicht, entstand auf der Basis der extrem niedrigen Lebenshaltungskosten. Noch 2010 standen rund ein Drittel aller Wohnhäuser leer.
2000 zog eine ehemalige Philosophie-Professorin aus Neuengland nach Ajo und gründete die International Sonoran Desert Alliance. Mit Hilfe von Fördergeldern der Regierung und von Stiftungen renovierte sie zunächst das Schulhaus und dann weitere Bauten im spanischen Stil. Auf dieser Grundlage entwickelte sich Ajo zu einem Zentrum für Künstler und später auch als Gastgeber für Konferenzen. Wesentliche Grundlage ist die Zusammenarbeit von Interessierten aus Mexiko, den USA und den Tohono O’Odham.
Seit etwa 2005 stellte die High School ihre Lehrmethoden um und hatte enormen Erfolg damit, die psychosozialen Lebensumstände der Schüler zu berücksichtigen. Rund 80 % der Schüler stammen aus Familien, die staatliche Unterstützung erhalten. 2010 schafften 79 % aller Schüler der Abschlussklasse die Examen, womit Ajo erstmals seit Jahrzehnten über dem Schnitt für Arizona lag; bis 2014 stieg der Wert weiter bis auf 89 %. Im selben Jahr wurden die Hälfte der Absolventen auf Colleges angenommen. Die Schul- und Gemeindeverwaltung hoffen, dass sich in Zukunft einige Kinder des Ortes wieder in Ajo niederlassen und Betriebe eröffnen.

## Geographie

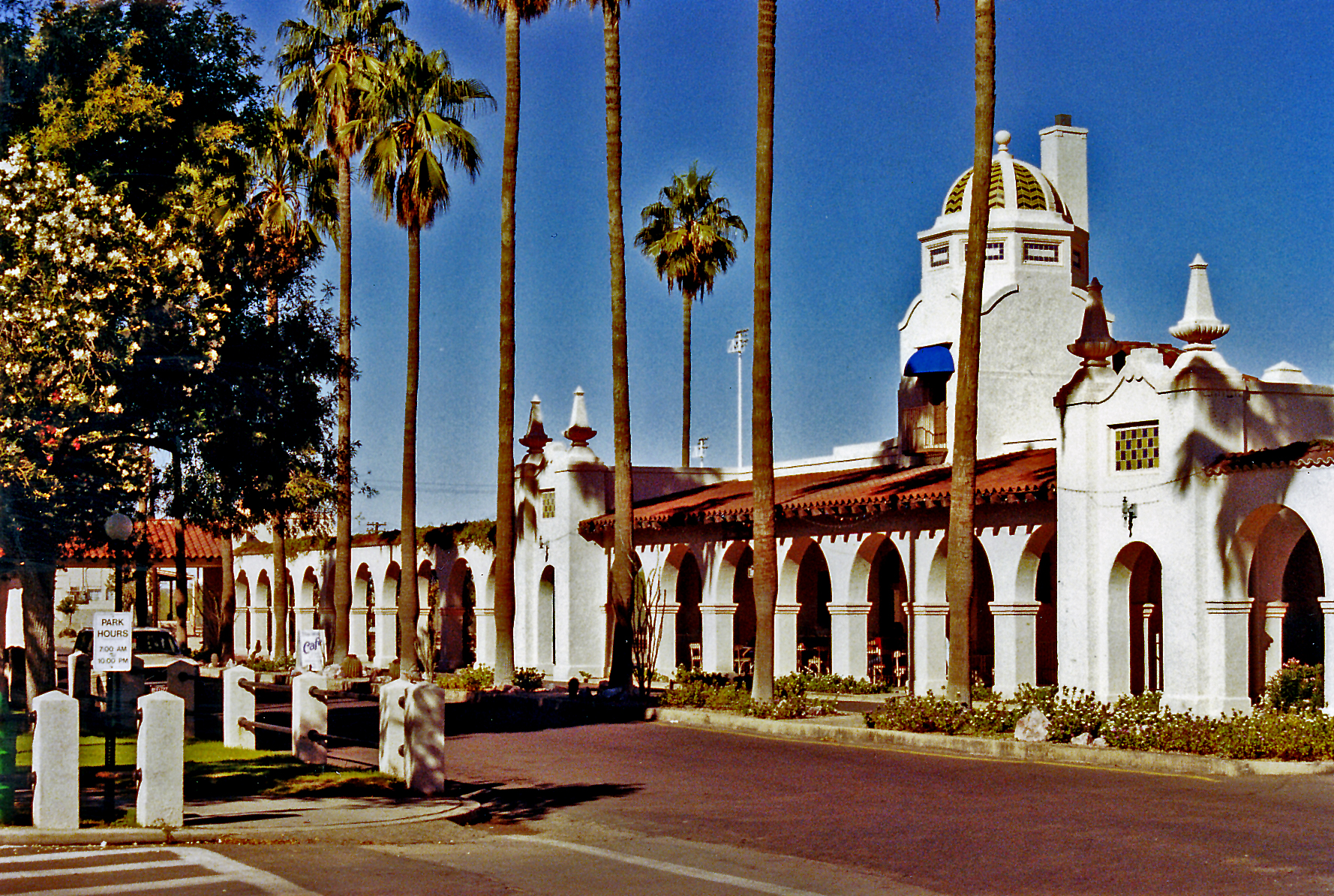
Ajo Plaza im Jahr 1990

Nach Angaben des United States Census Bureau breitet sich die Siedlung über eine Fläche von 72,7 km² aus. Der Ort liegt abseits aller Hauptstraßen, rund 100 Meilen von Phoenix entfernt und 40 Meilen von der mexikanischen Grenze. Die verkehrlich bedeutungslose Arizona State Route 85 verläuft von Nord nach Südost durch den Ort.
Die Region ist geprägt durch die Sonora-Wüste in der geologischen Basin and Range Province. Zwei geologisch als Horst zu betrachtende Gebirgsketten bestimmen das Umfeld. Die Growler Mountains im Westen und die Sauceda Mountains im Nordosten.
Praktisch das gesamte Umfeld des Ortes ist in Bundesbesitz und wird von verschiedenen Regierungsstellen verwaltet.
Im Süden liegt an der mexikanischen Grenze das Organ Pipe Cactus National Monument, im Westen das Cabeza Prieta National Wildlife Refuge. Beide sind großflächige Gebiete, die primär dem Naturschutz gewidmet sind, im Organ Pipe NM gibt es jedoch mehr touristische Infrastruktur. Im Norden liegt die Barry M. Goldwater Air Force Range, die für jegliche Besuche gesperrt ist, weil dort Bombenabwürfe trainiert werden. Im Osten schließt sich die Papago Indian Reservation / Tohono O’odham Nation an.

## Demografische Daten
Nach der Volkszählung von 2000 leben in Ajo 3705 Menschen in 1659 Haushalten und 1088 Familien. Die Bevölkerungsdichte liegt bei 51,0 Personen/km². Auf die Fläche der Stadt verteilt befinden sich 2485 Wohneinheiten, das entspricht einer mittleren Dichte von 34,2/km². Die Bevölkerung teilt sich auf in 78,70 % Weiße, 0,24 % Afroamerikaner, 6,88 % indianischer Abstammung, 0,08 % Ozeanier und 4,64 %, die sich zu zwei oder mehr ethnischen Herkünften bekennen. Hispanics machen mit 37,57 % den zweitgrößten Anteil an der Bevölkerung von Ajo aus.
In 19,7 % der 1659 Haushalte leben Kinder unter 18 Jahren, 51,4 % sind verheiratete Paare, die zusammen leben, 10,6 % Frauen ohne Ehemann und 34,4 % sind keine Familien. 30,1 % aller Haushalte werden von Einzelpersonen und 17,1 % von Einzelpersonen über 65 bewohnt. Die durchschnittliche Haushaltsgröße beträgt 2,23, die durchschnittliche Familiengröße 2,74 Personen.
20,6 % der Einwohner Ajos sind unter 18 Jahre alt, 4,9 % zwischen 18 und 24, 17,2 % zwischen 25 und 44, 25,3 % zwischen 45 und 64 und 32,1 % 65 und älter. Das Durchschnittsalter liegt bei 52 Jahren. Auf 100 Frauen kommen 90,3 Männer.
Das mittlere Einkommen eines Haushalts in Ajo liegt bei 25.618 US$, das mittlere Einkommen einer Familie bei 29.310 $. Männliche Bewohner Ajos verdienen durchschnittlich 28.000 $, weibliche 18.571 $. Das Pro-Kopf-Einkommen der Stadt beträgt 14.548 $. 22,3 % der Bevölkerung und 16,5 % der Familien leben unterhalb der Armutsgrenze. Insgesamt leben 36,5 % der Personen unter 18 Jahren und 9,5 % der Personen ab 65 unter der Armutsgrenze.